# Leon Kopelman
Leon Kopelman (né le 26 avril 1924 et décédé le 13 août 2021) était le dernier survivant connu du soulèvement du ghetto de Varsovie de 1943 contre les Nazis avant sa mort en 2021, à l'âge de 97 ans.

## Ghetto de Varsovie
En 1942, l'Allemagne nazie a occupé le pays et a établi le ghetto de Varsovie, où Leon Kopelman et sa famille ont été contraints de s'installer. Pendant sa période dans le ghetto, il s'engage dans l'armée juive clandestine, qui résiste aux déportations juives vers les camps de concentration. 
Sa mère est déportée à Treblinka alors qu'il a 18 ans. Il combat alors dans la plus grande révolte de Juifs pendant la Seconde Guerre mondiale, tuant des soldats allemands au cours de batailles avant la confrontation finale en avril 1943. Il est capturé par les Nazis et  évite d'être envoyé à Treblinka avec les autres combattants après avoir menti sur son expérience en tant que mécanicien. En septembre 1944, il est libéré par les résistants polonais. Il fut capturé peu de temps après mais réussit à nouveau à s'échapper et resta libre jusqu'à l'arrivée de l'Armée rouge,,.

## Vie d'après-guerre
Leon Kopelman finira par utiliser de faux papiers d'identité pour se rendre en Italie avant de monter à bord d'un navire illégal à destination d'Israël où il retrouve les membres de sa famille restants. Il rejoint ensuite l'armée israélienne et combat dans la Guerre israélo-arabe de 1948. Sa femme, Hava, avec qui il était marié depuis près de 70 ans, décède quelques mois avant lui, en 2021. Il laisse trois enfants, neuf petits-enfants et trois arrière-petits-enfants.
Jusqu'à cette date, on pensait que Simcha Rotem, décédé en 2018, était le dernier combattant survivant du soulèvement du ghetto de Varsovie jusqu'à ce que Kopelman se manifeste. Kopelman a laissé entendre à cette occasion qu'il pourrait encore exister d'autres survivants restés silencieux.